# Brennero 66/Per quelli come noi
Brennero 66/Per quelli come noi è il terzo singolo dei Pooh, pubblicato in Italia nel 1966, dalla casa discografica Vedette.

## Descrizione
Entrambi i brani sono stati inseriti nel primo album dei Pooh, sempre del 1966. Il primo brano, Brennero '66, racconta la storia di un giovane soldato ucciso sulle montagne da terroristi altoatesini; il brano, nel 1966, fu anche oggetto di censura per i contenuti ritenuti troppo violenti.
Il brano viene cantato da Roby.
Il brano Per quelli come noi, che dà titolo anche all'album omonimo, racconta le insoddisfazioni principali dei ragazzi dell'epoca, soggetti sempre alle critiche degli adulti.
Per quelli come noi fu il primo brano cantato da Roby.

## Tracce
Lato A
1. Brennero 66 (testo: Pantros – musica: Francesco Anselmo)

Lato B
1. Per quelli come noi (testo: Pantros – musica: Francesco Anselmo)

## Formazione 1966
- Valerio Negrini - batteria e percussioni
- Mauro Bertoli - chitarra
- Mario Goretti - chitarra, armonica a bocca
- Roby Facchinetti - voce, pianoforte, tastiere
- Riccardo Fogli - basso

## Formazione 1998
- Stefano D'Orazio - batteria e percussioni
- Dodi Battaglia - chitarra
- Roby Facchinetti - voce, pianoforte, tastiere
- Red Canzian - basso